# Christian Cron
Christian Wilhelm Joseph Cron (* 19. September 1813 in München; † 16. Januar 1892 in Augsburg) war ein deutscher Gymnasiallehrer und -rektor, Altphilologe, Platonforscher und korrespondierendes Mitglied der Bayerischen Akademie der Wissenschaften.

## Leben
Sein Vater, Johann Christian Cron, entstammt einer evangelisch-reformierten Schuhmacherfamilie in Zweibrücken. Dieser kam in frühen Jahren als Hofkellerei-Gehilfe nach München und heiratete dort. Christian Cron war das dritte Kind aus der zweiten Ehe des Vaters. Zu seiner Geburt war der Vater bereits verstorben.
Christian Cron besuchte bis 1832 das Alte Gymnasium in München (heute Wilhelmsgymnasium München); dann bezog er die Universität in München und wurde 1837 zum Dr. phil. promoviert
Von 1838 bis 1853 war er Lehrer in Erlangen, von 1853 bis 1873 Professor und von 1873 bis 1885 Rektor am Gymnasium bei St. Anna in Augsburg.
In erster Ehe heiratete er Friedericke Henriette Johanna Franziska Gärtner aus Berlin und hatte mit ihr mehrere Kinder, darunter seinen einzigen Sohn Heinrich Cron (1844–1874), der sich in seinem kurzen Leben ebenfalls als Lehrer und Philologe Verdienste erwarb. In zweiter Ehe war Christian Cron mit Emilie Elisabetha Franziska Nees von Esenbeck (1816–1892), der Tochter des Naturforschers und Botanikers Christian Gottfried Daniel Nees von Esenbeck (1776–1858) verheiratet.